# Lijst van voetbalinterlands Joegoslavië - Noord-Ierland
Deze lijst van voetbalinterlands is een overzicht van alle officiële voetbalwedstrijden tussen de nationale teams van Joegoslavië en Noord-Ierland. De landen speelden in totaal acht keer tegen elkaar. De eerste ontmoeting, een kwalificatiewedstrijd voor het Europees kampioenschap voetbal 1976, werd gespeeld in Belfast op 16 april 1975. Het laatste duel, een vriendschappelijke wedstrijd, vond plaats op 16 augustus 2000 in de Noord-Ierse hoofdstad.

## Wedstrijden
| № | Plaats   | Datum             | Competitie           | Wedstrijd                   | Uitslag |
| - | -------- | ----------------- | -------------------- | --------------------------- | ------- |
| 1 | Belfast  | 16 april 1975     | EK 1976 kwalificatie | Noord-Ierland – Joegoslavië | 1 – 0   |
| 2 | Belgrado | 19 november 1975  | EK 1976 kwalificatie | Joegoslavië – Noord-Ierland | 1 – 0   |
| 3 | Zaragoza | 1 juni 1982       | WK 1982              | Joegoslavië – Noord-Ierland | 0 – 0   |
| 4 | Belfast  | 29 april 1987     | EK 1988 kwalificatie | Noord-Ierland – Joegoslavië | 1 – 2   |
| 5 | Sarajevo | 14 oktober 1987   | EK 1988 kwalificatie | Joegoslavië – Noord-Ierland | 3 – 0   |
| 6 | Belfast  | 12 september 1990 | EK 1992 kwalificatie | Noord-Ierland – Joegoslavië | 0 – 2   |
| 7 | Belgrado | 27 maart 1991     | EK 1992 kwalificatie | Joegoslavië – Noord-Ierland | 4 – 1   |
| 8 | Belfast  | 16 augustus 2000  | Vriendschappelijk    | Noord-Ierland – Joegoslavië | 1 – 2   |

## Samenvatting
| Competitie        | Totaal gespeeld | Winst Joegoslavië | Gelijk | Winst Noord-Ierland | Doelsaldo Joegoslavië – Noord-Ierland |
| ----------------- | --------------- | ----------------- | ------ | ------------------- | ------------------------------------- |
| WK-eindronde      | 1               | 0                 | 1      | 0                   | 0 − 0                                 |
| EK-kwalificatie   | 6               | 5                 | 0      | 1                   | 12 − 3                                |
| Vriendschappelijk | 1               | 1                 | 0      | 0                   | 2 − 1                                 |
| Totaal            | 8               | 6                 | 1      | 1                   | 14 − 4                                |

## Details

### Derde ontmoeting
| WK 1982 (Zaragoza, Spanje, 17 juni 1982): |              | |
| Joegoslavië | 0 – 0        | Noord-Ierland |
| | goals        | |
| Miljan Miljanić | bondscoach   | Billy Bingham |
| Dragan Pantelić Nikola Jovanović Miloš Hrstić Ivan Gudelj Velimir Zajec Nenad Stojković Vladimir Petrović Edhem Šljivo Ivica Šurjak Safet Sušić Zlatko Vujović | opstellingen | Pat Jennings Jimmy Nicholl Chris Nicholl John McClelland Mal Donaghy Sammy McIlroy Martin O'Neill Gerry Armstrong Billy Hamilton Norman Whiteside David McCreery |
| | wissels      | |
| | gele kaarten | 61' Norman Whiteside |
| - Debuut van Norman Whiteside voor Noord-Ierland: met zijn 17 jaar en 41 dagen verbreekt hij het record van Pelé als de jongste speler op een WK-eindronde.    |              | |

### Zesde ontmoeting
| EK 1992 kwalificatie (Belfast, Noord-Ierland, 12 september 1990): |              | |
| Noord-Ierland | 0 – 2        | Joegoslavië |
| | goals        | 36' Darko Pančev 89' Robert Prosinečki |
| Billy Bingham | bondscoach   | Ivica Osim |
| Paul Kee Mal Donaghy Nigel Worthington Gerry Taggart Alan McDonald Anton Rogan Robbie Dennison 69' Danny Wilson Iain Dowie Kevin Wilson Kingsley Black                       | opstellingen | Tomislav Ivković Zoran Vulić Predrag Spasić Davor Jozić Faruk Hadžibegić Ilija Najdoski Robert Prosinečki Dejan Savićević 88' Darko Pančev 89' Dragan Stojković Dragiša Binić |
| Colin Clarke 69' | wissels      | 88' Željko Petrović 89' Vlada Stošić |
| Iain Dowie 68' | gele kaarten | 52' Tomislav Ivković |
| - Debuut van Ilija Najdoski (Rode Ster Belgrado), Željko Petrović (Dinamo Zagreb), Vlada Stošić (Rode Ster Belgrado) en Dragiša Binić (Rode Ster Belgrado) voor Joegoslavië. |              | |

### Zevende ontmoeting
| EK 1992 kwalificatie (Belgrado, Joegoslavië, 27 maart 1991): |              | |
| Joegoslavië | 4 – 1        | Noord-Ierland |
| Dragiša Binić 36' Darko Pančev 48' Darko Pančev 61' Darko Pančev 63' | goals        | 45' Colin Hill |
| Ivica Osim | bondscoach   | Billy Bingham |
| Tomislav Ivković Zoran Vulić 86' Robert Jarni Predrag Spasić Faruk Hadžibegić Davor Jozić Robert Prosinečki Dejan Savićević Darko Pančev Mehmed Baždarević Dragiša Binić | opstellingen | Paul Kee Gary Fleming Colin Hill Mal Donaghy Anton Rogan Steve Morrow 78' Robbie Dennison Jim Magilton 54' Kevin Wilson Kingsley Black Iain Dowie |
| Ilija Najdoski 86' | wissels      | 54' Colin Clarke 78' Jimmy Quinn |
| | gele kaarten | 67' Anton Rogan |

### Achtste ontmoeting
| Vriendschappelijk (Belfast, Noord-Ierland, 16 augustus 2000):                                                                                              |              | |
| Noord-Ierland | 1 – 2        | Joegoslavië |
| David Healy 45' | goals        | 63' Mateja Kežman 78' Predrag Mijatović |
| Sammy McIlroy | bondscoach   | Ilija Petković |
| Maik Taylor Ian Nolan Aaron Hughes Colin Murdock 81' Mark Williams Jeff Whitley Damien Johnson Jim Magilton Phil Mulryne 68' David Healy Kevin Horlock 73' | opstellingen | Željko Cicović Ivan Dudić Predrag Đorđević 72' Spira Grujić Goran Bunjevčević 67' Nenad Grozdić Nenad Sakić Dejan Stanković Nikola Lazetić Predrag Mijatović 55' Savo Milošević |
| James Quinn 68' Keith Gillespie 73' Danny Griffin 81' | wissels      | 55' Mateja Kežman 67' Saša Ilić 72' Milan Obradović |
| - Debuut van Spira Grujić (FC Twente), Milan Obradović (FK Obilić) en Saša Ilić (Partizan Belgrado) voor Joegoslavië.                                      |              | |